# Radioåret 2005

## Händelser

### Februari
- 1 februari - I Sverige utökar reklamradiostationen "Bandit Rock 106-3" sina sändningar till Södertälje.

### Mars
- 30 mars - Sveriges Radio och Teracom kräver att Sveriges riksdag driver igenom det förslag angående digitalradio (DAB) som Digitalradiokommittén presenterade 2004.

### Juni
- 15 juni - I Sverige meddelar morgontidningen Östgöta Correspondenten att radiostationen Radio Match och dess systerstation Gold FM skall läggas ner.

### Juli
- 10 juli
  - I Sverige övergår Radio Matchs stationer i Östergötland sin andra station, i Värnamo.
  - I Sverige startar reklamradiostationen Lugna Favoriter sändningar i Östergötland och Södermanland.

### Oktober
- 29 oktober - I Sundsvall i Sverige startar närradiostationen "Sköna hits".

## Radioprogram

### Sveriges Radio
- Januari - Sveriges Radio P3 börjar sända P3 Nyheter på prov, och ersätter Dagens ekos 12.00- och 15.00-sändningar.
- 14 januari - Sveriges Radio P4 sänder sitt sista Efter Tre sändning för gott P4 Extra började sina sändningar med Rickard Olsson som sänds mellan 13:05 och 15:00.
- 17 januari - Lokala Program i Sveriges Radio P4 ändra sina sändningstider på vardagar. man sänder från klockan 06:07 - 13:00 och från klockan 15:03 - 17:45.
- 13 juni-15 augusti - Sveriges Radio P4 sänder på måndagskvällarna, efter Radiosporten, radioserien 84-93, som handlar om historia och använder sig av Sveriges Radios arkiv. Varje gång behandlas ett årtal mellan 1984 och 1993.
- 26 september - Vid säsongspremiären för Elitserien i ishockey startar Radiosporten Webbradiobevakning av alla matcher över Internet.
- 1 december - Årets julkalender är Den mytiska medaljongen.[1]

## Avlidna
- 5 februari – Ingrid Berglöf, 90, nyhetsuppläsare i Sveriges Radio.
- 22 februari – Åke Strömmer, 68, svensk sportjournalist.
- 9 november – Thord Carlsson, 74, svensk radioman.
- 16 november – Ralph Edwards, 92, amerikansk radio- och tv-producent.

### Fotnoter
1. ↑  ”2005, Den mytiska medaljongen”. Sveriges Radio. http://sverigesradio.se/barn/julkalendrar/2005.stm. Läst 31 augusti 2015.